# Jak se správně jmenují?
Jak se správně jmenují? neboli hra s asociacemi je jazyková hříčka či slovní hádanka.

## Výklad hry
Hra spočívá v tom, že část nějakého slova, která může mít vlastní význam, nahradí účastník či organizátor hry jiným slovem podobného, souřadného nebo opačného významu a ostatní hráči se snaží uhádnout původní slovo. Jedná se o zvláštní typ záměnky. Podnětové a odpověďové slovo je přitom téhož slovního druhu (jedná se o homogenní neboli paradigmatickou či schematickou asociaci). Podnětové slovo, vzniklé obměnou, je umělé (v běžném jazyce neexistuje) a mělo by vyvolávat pouze jedinou správnou asociaci, čímž testuje a stimuluje věcné (například přírodovědné) znalosti hráčů i jejich slovní zásobu a bystrost. 
Hru mohou hrát jak jednotlivci, tak například celá rodina, družina nebo jiná skupina například při práci, zájmové činnosti, výuce nebo při rekreaci. Hru lze hrát například tak, že jeden člen rodiny, družiny (nebo jiného kolektivu) vymyslí nějaké slovo, ostatní členové pak hádají a kdo uhádne jako první, získá bod a vymýšlí další slovo.
V češtině existuje velké množství takovýchto slov, čeština je v tomto ohledu velice barvitá a mnohotvárná. Hru je možné hrát s jakkoliv omezenou množinou slov. Slovo pampevlk, jakož i níže[kde?] uvedené slovní spojení sýdřeň koprsa vymyslel Josef Hiršal, když překládal Šibeniční písně (Galgenlieder) Christiana Morgensterna.

## Příklady
- slovo pampe-liška (původně:pampeliška) se dá tímto způsobem přetvořit na slovo pampe-vlk (nově:pampevlk) nebo pampe-pes (nově:pampepes).
- slovo vče-la (původně:včela) se pak dá přetvořit na slovo zít-la (nově: zítla)